# 미즈호촌 (지바현 가토리군)
미즈호촌(瑞穂村)은 지바현 가토리군에 일찍이 존재했던 촌이다. 

## 지리
- 현재의 가토리시 북서부, 구 사와라시 서부에 해당한다.
- 마을 지역은 고원과 평지가 뒤섞인 골짜기가 많은 지형이다.

## 역사
- 1889년 4월 1일 - 정촌제 시행에 수반해 가토리군 미즈호촌이 성립하였다.
- 1955년 2월 11일 - 신시마촌, 쓰노미야촌, 오쿠라촌과 함께 사와라시에 편입해, 동일 미즈호촌은 폐지되었다.
- 2006년 3월 27일 - 오미가와 정, 야마다 정, 구리모토 정과 합병해 가토리시가 신설되었다.

## 인구
| 1891년 | 1,706 |
| 1903년 | 1,875 |
| 1920년 | 1,733 |
| 1930년 | 1,739 |
| 1940년 | 1,825 |
| 1955년 | 2,318 |

## 교통

### 철도
- 국철 (→ JR동일본)
  - 나리타선

마을 지역을 지나고 있었지만 역은 존재하지 않았다. 가장 가까운 역은 오토역을 이용했었다.

## 참고문헌
- 角川日本地名大辞典編纂委員会『角川日本地名大辞典 12 千葉県』、角川書店、1984年 ISBN 4040011201